# Gare de Westmount
La gare de Westmount est une gare ferroviaire canadienne située à Westmount au Québec, à l'adresse 4848, rue Sainte-Catherine Ouest.
Ouverte en 1907, elle est fermée au début des années 1980. L'ancien bâtiment est protégé depuis 1994.

## Histoire
Construite en 1896, elle a été terminée en 1907. C'était une gare du Canadien Pacifique, désaffectée au début des années 1980. Elle a été désignée comme gare ferroviaire patrimoniale en 1994